# Chromatomyia periclymeni
Chromatomyia periclymeni är en tvåvingeart som beskrevs av de Meijere 1924. Chromatomyia periclymeni ingår i släktet Chromatomyia och familjen minerarflugor.
Arten är känd från norra Europa i länder som Nederländerna och Sverige.